# Long Gone Day
«Long Gone Day» (с англ. — «Давно ушедший день») — песня американской рок-группы Mad Season, выпущенная в 1995 году в виде сингла с альбома Above.
Песня записана музыкантами супергруппы Mad Season, в состав которой входили исполнители известных гранжевых групп: гитарист Майк Маккриди (Pearl Jam), вокалист Лейн Стэйли (Alice in Chains) и барабанщик Баррет Мартин (Screaming Trees), а также малоизвестный блюзовый бас-гитарист Джон Сондерс. Сайд-проект был основан в конце 1994 года в результате знакомства Майка Маккриди и Джона Сондерса в реабилитационной клинике. В отличие от большинства песен на альбоме, в записи «Long Gone Day» приняли участие приглашённые музыканты: вокалист Screaming Trees Марк Ланеган, исполнивший песню дуэтом вместе с Лейном Стэйли, а также джазовый саксофонист Скерик. Кроме того, музыка к песне была написана не всеми участниками Mad Season, а Майком Маккриди, Барретом Мартином и Марком Ланеганом. Автор стихов — Лейн Стэйли.
В оригинальном издании Above авторами текста «Long Gone Day» названы Стэйли и Ланеган, но в аннотации к подарочному изданию альбома 2013 года указано, что слова песни написал Лейн Стэйли. Марк Ланеган позднее разъяснил, что текст песни придумали они вдвоём со Стэйли, по очереди дописывая на лист бумаги по одной строке текста.
Альбом Above был записан зимой 1994 года и вышел 15 марта 1995 года. В поддержку альбома было выпущено три сингла: «River of Deceit», «I Don’t Know Anything» и «Long Gone Day». «Long Gone Day» вышел в виде промозаписи, не предназначенной для продажи.
Обозреватель Rolling Stone Барбара Дэвис особо отметила «Long Gone Day», назвав композицию одним из ярких моментов альбома:
Вероятно, последнее слово Mad Season остаётся за «Long Gone Day», блестящим дуэтом, в котором Стэйли обменивается куплетами с вокалистом Screaming Trees Марком Ланеганом, чей медово-хриплый голос находится в нужном месте, среди прохладной перкуссии, чувственного саксофона и мягкого баса. То, что Mad Season могут звучать потрясающе мощно и добиться успеха с такой нежной песней, подтверждает, что группа в целом — иногда! — может быть чем-то большим, чем просто сумма её составляющих.Барбара Дэвис, Rolling Stone
В журнале Melody Maker песню назвали обязательной к прослушиванию. Стивен Эрлевайн из AllMusic заметил, что «они [Mad Season] достаточно умны, чтобы дать саксофонисту добавить красок в „Long Gone Day“», но в целом посетовал на недостаток мелодизма на альбоме.